# Бригем-Сити
Бригем-Сити (англ. Brigham City) — город в штате Юта (США). Административный центр округа Бокс-Элдер. По данным переписи за 2010 год число жителей города составляло 17 899 человек (42-я строчка в списке крупнейших городов штата).

## Географическое положение

Бригем-Сити на карте округа Бокс-Элдер

По данным Бюро переписи населения США город имеет общую площадь в 62,6 км². Бригем-Сити расположен на юго-востоке округа Бокс-Элдер на западных склонах гор Уэллсвилл, части хребта Уосатч. Через город проходят межштатные магистрали I 15 и I 84.
В городе находится аэропорт, построенный в 1930-е годы.

## История
Поселенец Уильям Дейвис исследовал территорию около реки Бокс-Элдер в 1850 году. Через год он вернулся со своей и ещё двумя семьями и создал постоянное поселение. К осени 1853 года в населённом пункте проживало 8 семей (24 человека). В октябре 1853 года в ходе общего собрания мормонов Бригем Янг предложил Лоренцо Сноу возглавить 50 семей для поселения в округе Бокс-Элдер. Он хотел создать автономное сообщество, способное обеспечивать себя всем необходимым. Сноу стал политическим и религиозным лидером общины. В 1855 году город был зарегистрирован под названием Бригем-Сити, в честь президента церкви. Несколько малых предприятий было создано в 1850-х годах. В 1855—1857 годах было построено здание окружного суда.
К 1864 году была практически создана кооперативная коммуна, поселение производило все необходимые для жизни товары. Позднее Бригем-Сити использовался в качестве образца для построения самодостаточных коммун мормонов. Однако, серия экономических проблем в 1876 и 1879 годах привели к частичному отказу от общей собственности и появлению частных бизнесменов. В 1920-х и 1930-х годах город был в основном сельскохозяйственным, ориентированным на производство фруктов. В 1942 году была построена Центральная больница для обеспечения медицинской помощью солдатов, раненных на войне. Это активизировало экономику города, больница стала набирать сотрудников, понадобилось дополнительное продовольственное обеспечение. После войны учреждение закрылось, а в его здании была открыта индейская школа. Быстрое развитие города началось в 1957 году после открытия химического завода Thiokol.

## Население
| Год переписи | Нас.  |  | %±    |
| ------------ | ----- |  | ----- |
| 1860         | 975   |  | —     |
| 1870         | 1315  |  | 34,9% |
| 1880         | 1877  |  | 42,7% |
| 1890         | 2139  |  | 14%   |
| 1900         | 2859  |  | 33,7% |
| 1910         | 3685  |  | 28,9% |
| 1920         | 5282  |  | 43,3% |
| 1930         | 5093  |  | −3,6% |
| 1940         | 5641  |  | 10,8% |
| 1950         | 6790  |  | 20,4% |
| 1960         | 11728 |  | 72,7% |
| 1970         | 14007 |  | 19,4% |
| 1980         | 15596 |  | 11,3% |
| 1990         | 15644 |  | 0,3%  |
| 2000         | 17412 |  | 11,3% |
| 2010         | 17899 |  | 2,8%  |
| 2016         | 18975 |  | 6%    |

По данным переписи 2010 года население Бригем-Сити составляло 17 899 человек (из них 50,3 % мужчин и 49,7 % женщин), в городе было 5994 домашних хозяйства и 4545 семей. На территории города было расположено 6350 построек со средней плотностью 101,5 постройки на один квадратный километр суши. Расовый состав: белые — 89,3 %, коренные американцы — 1,5 %.
Население города по возрастному диапазону по данным переписи 2010 года распределилось следующим образом: 32,1 % — жители младше 18 лет, 4,0 % — между 18 и 21 годами, 51,1 % — от 21 до 65 лет и 12,8 % — в возрасте 65 лет и старше. Средний возраст населения — 30,8 лет. На каждые 100 женщин в Бригем-Сити приходилось 101,0 мужчин, при этом на 100 совершеннолетних женщин приходилось уже 96,1 мужчин сопоставимого возраста.
Из 5994 домашних хозяйств 75,8 % представляли собой семьи: 60,4 % совместно проживающих супружеских пар (28,9 % с детьми младше 18 лет); 10,9 % — женщины, проживающие без мужей и 4,4 % — мужчины, проживающие без жён. 24,2 % не имели семьи. В среднем домашнее хозяйство ведут 2,94 человека, а средний размер семьи — 3,42 человека. В одиночестве проживали 20,9 % населения, 8,9 % составляли одинокие пожилые люди (старше 65 лет).

## Экономика
В 2015 году из 13 461 человека старше 16 лет имели работу 7720. При этом мужчины имели медианный доход в 46 320 долларов США в год против 31 410 долларов среднегодового дохода у женщин. В 2014 году медианный доход на семью оценивался в 57 621 $, на домашнее хозяйство — в 50 212 $. Доход на душу населения — 20 123 $ в год.

## Климат
По классификации климатов Кёппена климат Бригем-Сити относится к влажному континентальному климату с влажным летом (Dfa). Средняя температура в году — 9,4 °C, самый тёплый месяц — июль (средняя температура 22,7 °C), самый холодный — январь (средняя температура −3,4 °C). Среднее количество осадков в году 426 мм.
| Показатель                    | Янв. | Фев. | Март | Апр. | Май  | Июнь | Июль | Авг. | Сен. | Окт. | Нояб. | Дек. | Год  |
| ----------------------------- | ---- | ---- | ---- | ---- | ---- | ---- | ---- | ---- | ---- | ---- | ----- | ---- | ---- |
| Средний суточный максимум, °C | 1,9  | 5,3  | 11,7 | 16,4 | 21,9 | 27,7 | 32,6 | 31,8 | 26,1 | 18,3 | 9,2   | 2,8  | 17,2 |
| Средняя температура, °C       | −3,4 | −0,8 | 4,9  | 9    | 13,7 | 18,6 | 22,7 | 21,9 | 16,5 | 9,8  | 2,9   | −2,6 | 9,4  |
| Средний суточный минимум, °C  | −8,1 | −6,2 | −1   | 2,2  | 6,3  | 10,2 | 13,6 | 12,8 | 7,7  | 2,2  | −2,8  | −6,9 | −2,5 |
| Норма осадков, мм             | 36,1 | 35,3 | 38,9 | 46   | 52,1 | 27,2 | 18,3 | 17   | 38,4 | 46   | 36,1  | 34,5 | 426  |